# Galaktan
Galaktan je polisaharid koji se sastoji od polimerizovane galktoze. Galaktan izveden iz Anogeissus latifolia je prvenstveno a(1→6), dok je galaktan iz drveta akacija uglavnom a(1→3).